# Sesklocultuur

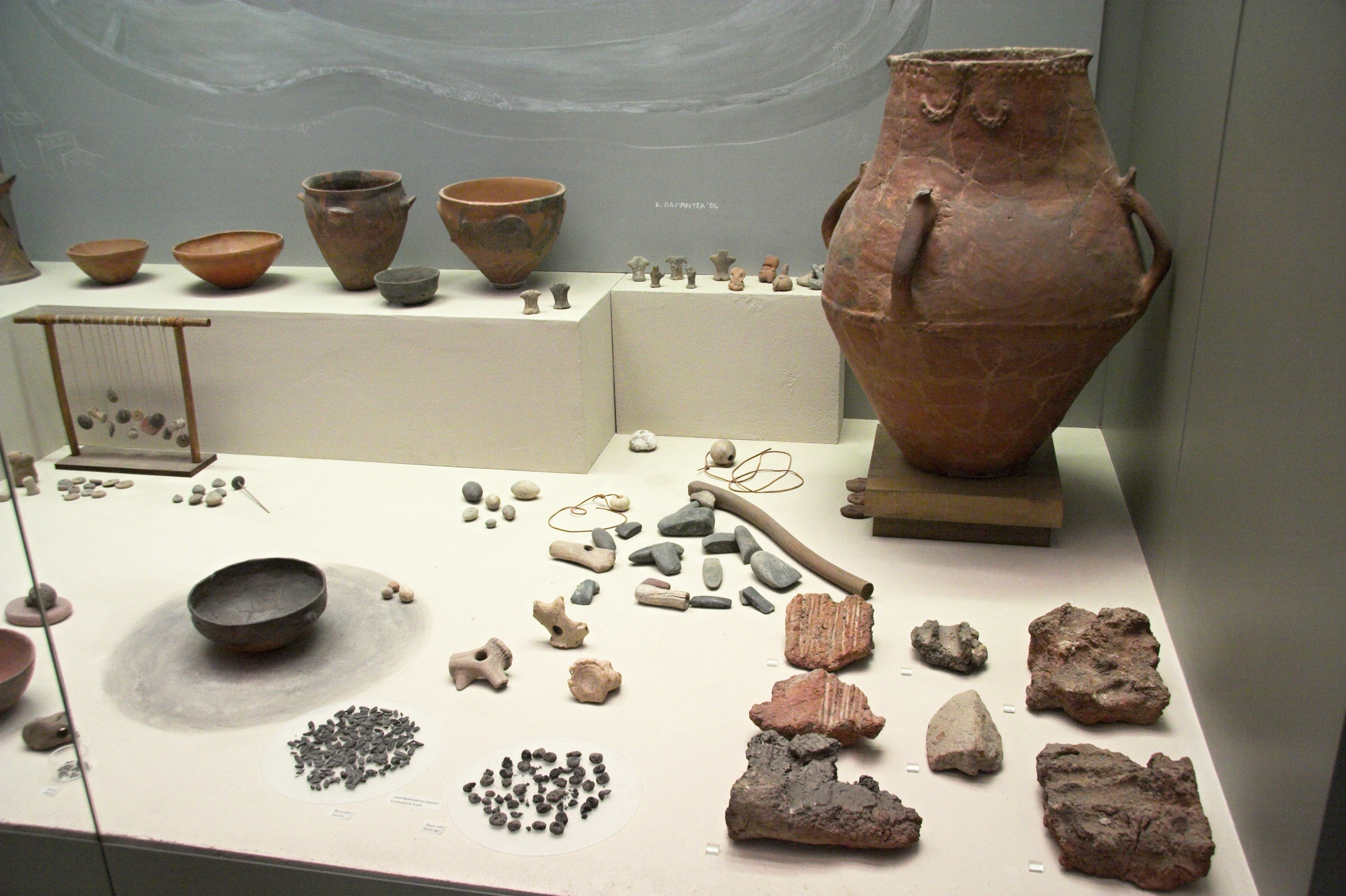
Vondsten van de Sesklocultuur, ca. 5300 v. Chr., Nationaal Archeologisch Museum van Athene

De Sesklocultuur was een neolithische cultuur, mogelijk de eerste neolithische cultuur in Europa. De cultuur is vernoemd naar de vindplaats Sesklo nabij Volos in Thessalië (Griekenland).
Eind 19e eeuw uitgevoerde opgravingen leverden niet alleen aardewerk en siervoorwerpen op, maar ook de eerste permanente nederzettingen die in Europa bekend zijn.
De vroegste neolithische culturen hebben zich waarschijnlijk via Cyprus en de Middellandse Zeekusten verspreid. Hieruit ontstonden uiteindelijk de cardiaal-impressoculturen.
De oudste bewoningslagen van Sesklo, proto- en pre-Sesklo genoemd, (resp. behorend tot de hoofdgroep en een meer afwijkend type) stammen uit ca. 6850 v.Chr. (+/- 600 jaar). Dit zijn de eerste neolithische nederzettingen in Europa, gekenmerkt door het beoefenen van landbouw, permanent bewoonde huizen en het gebruik van met de hand (zonder pottenbakkerswiel) gemaakt aardewerk.

## Pre-Sesklo
De opgravingen in Sesklo maakten duidelijk dat de ontwikkeling van de cultuur al in c. 7510 voor Christus plaatsvond, en  staat bekend als pre-Sesklo. Ze wijzen verder op een geavanceerde landbouw en een zeer vroeg gebruik van aardewerk dat in leeftijd wedijvert met die welke in West-Azië zijn gedocumenteerd.
De pre-Sesklomensen maakten aardewerk dat verwantschap vertoont met de cardiaal-impressoculturen.

## Proto-Sesklo
In de proto-Sesklolagen werd monochroom beschilderd rood tot bruin beschilderd en geglazuurd aardewerk gemaakt. Versieringen bestonden uit eenvoudige geometrische motieven zoals zigzaglijnen, golven en ruiten. 
Men bouwde rechthoekige huizen met twee kamers op heuvels, dicht bij vruchtbare valleien. Men verbouwde vooral koren en gerst. Ook hielden ze kudden geiten en schapen, naast varkens, runderen en honden.

## Sesklocultuur
Tijdens de eigenlijke Sesklocultuur (5800-5300 v.Chr.) werden houten hutten vervangen door huizen van bakstenen met een houten horizontaal en verticaal met elkaar verbonden raamwerk. Bij Nea Makri verschijnen wateropvangsloten, een geplaveide straat en waterputten, terwijl Achilleio aan het einde van de cultuur verlaten werd. Sesklo zelf bestond uit een ommuurde citadel met vierkante en rechthoekige gebouwen, een paleis en een gebouw dat mogelijk werd gebruikt als olieopslagplaats en werd ondersteund door interne steunberen. Het werd omringd door een laer gelegen stad met 200 tot 300 inwoners, gekenmerkt door huizen gescheiden door steegjes en bestaande uit meerdere afzonderlijke kamers.
De economie van die periode blijft vrijwel onveranderd. Obsidiaan werd vaker als grondstof gebruikt, er werden nog steeds beeldjes geproduceerd en het aardewerk kreeg een rood-witte decoratie.